# 일본국 대군
일본국대군(일본어: 日本国大君)은 일본 도요토미 히데요시(豊臣秀吉)가 천황을 대신하여 관백으로써 집정하게 된 이후 에도 막부의 정이대장군이 외교상 ‘일본국왕’을 대신하여 사용한 칭호이다. 
히데요시가 사망한 후 도요토미 집안을 멸망시키고 일본을 장악한 에도 막부의 쇼군(将軍)의 외교 칭호로 쓰였다. 에도 막부의 외교 문서(국서)에서 사용되었으며, 처음에는 주로 조선과의 외교에서 쓰이던 것이 류큐(琉球)나 유럽 나라와의 외교 관계에서도 쓰이게 되었다. 
줄여서 「대군」(大君)이라고 한다.

## 개요
막부의 수장인 세이이타이쇼군(征夷大將軍), 줄여서 쇼군(將軍)은 단어 그 자체로는 단순히 군사령관의 칭호에 지나지 않았고, 무로마치 막부(室町幕府) 이후 조선 및 중국와의 외교에서 외교 교섭의 대상으로 인정받지 못한다는 문제점이 있었다. 에도 막부도 이 점은 마찬가지였고, 외교에서 일본이라는 나라를 대표하는 존재로 인정받을 수 있는 칭호가 필요했다.
대군이라는 단어는 《주역》(周易)에서 ‘대군(大君)이 명(命)을 받음이여, 나라를 열고 집안을 일으키도다’(大君有命，開國承家), ‘무인(武人)이 대군이 되도다’(武人爲於大君), ‘지혜롭게 임함이니 대군의 마땅함이라’(知臨, 大君之宜) 등에서 보이는데, 대개가 천자(天子)를 가리키는 것이었다. 또한 영어로도 (특히 경제적인) 실력자나 거물을 의미하는 타이쿤(tycoon)의 어원이 되었다.

## 역사
일본에서 지배자를 의미하는 칭호로는 이미 무로마치 시대(室町時代)에 아시카가 쇼군(足利将軍), 즉 무로마치도노(室町殿)로서 세이이타이쇼군의 직위를 갖고 있던 아시카가 요시미쓰(足利義満)가 중국 명(明) 왕조로부터 책봉받은 ‘일본국왕’(日本国王)이라는 호칭이 있었고 외교 문서에서도 국왕호가 사용되었다. 비록 동아시아의 조공-책봉 관계가 실질적인 종속을 의미하지 않았다는 것이나 일본이 명으로부터 외교 상대로 인정받지 못했던 경험에 따른 것이라고는 하지만 일본국왕이라는 호칭에는 중국 왕조에 대한 종속 관계가 담겨 있다는 데에서, 교토의 조정은 요시미쓰를 “다른 나라로부터 왕작(王爵)을 얻었다”며 비판하였다.
에도 시대에는 도요토미 히데요시가 일으킨 임진왜란으로 단절된 조선 및 명과의 외교 관계 수복을 위해 2대 쇼군 히데타다(秀忠)의 시대에 쓰시마(対馬)의 소 씨(宗氏)를 중개로 조선과의 교섭이 이루어졌다. 당시 쇼군은 조선에 보내는 국서에 국왕이나 대군이라는 직함 없이 단순히 ‘일본국 원수충’(日本国源秀忠)이라는 서명만을 사용하였는데, 조선과의 무역에 의존하던 소 씨는 이 국서를 위조하여 ‘일본국왕’으로 고쳐 조선으로부터 무역 개시의 허가를 받아낸다. 이후에 보내진 국서에 대해서도 위조와 조작을 벌였으나 이것이 간에이(寛永) 10년(1633년)에 발각된다(야나가와 잇켄). 이를 계기로 에도 막부는 조선에 대해 ‘대군’의 칭호와 일본 연호의 사용을 전했고, 간에이 13년(1636년) 조선 통신사(朝鮮通信使) 방일 때부터 대군호가 정식으로 사용되었다.
6대 쇼군 이에노부(家宣) 때의 조토쿠의 치(正徳の治)라 불리는 개혁을 주도했던 아라이 하쿠세키(新井白石)는 많은 경비가 들어가는 통신사 대접을 간략화하고자 했고, ‘대군’이 조선에서는 국왕의 적자(嫡子)를 의미하는 칭호로 조선 국왕과의 균형을 맞춰야 한다며 ‘일본국대군’이 아닌 ‘일본국왕’으로 바꿀 것을 제의하였다. 그러나 여기에는 반대 의견도 많았으며, 8대 쇼군 요시무네(吉宗)의 시대에 다시 ‘대군’으로 돌아갔다.
일본국대군의 칭호는 미일화친조약 체결 이후 서구 국가에 대응하기 위하여 사용되었고, 1868년(메이지 원년)에 천황에 의한 외교권 접수까지 이어진다. 또한 막부 말기의 정치개혁에서는 니시 아마네(西周) 등에 의해 서양식 의회정치가 도입되면서 대군을 원수(元首)로 규정하는 국가체제도 구상되었다. 초대 주일 영국 공사(公使)였던 러드퍼드 올콕(Rutherford Alcock)이 일본에 체재하면서 쓴 일기의 제목도 「대군의 도시」(원제: The Capital of the Tycoon: a Narrative of a Three Years' Residence in Japan, 1863년)이다.
메이지 이후, ‘대군’(大君, 오오키미)은 천황의 비공식적 존칭의 하나로서 사용되게 되었다.

## 참고 문헌
- 헤이본샤(平凡社)편 『일본사대사전』(日本史大事典)

## 같이 보기
- 정이대장군
- 일본 국왕
- 조선 통신사
- 야나가와 잇켄